# (8375) Kenzokohno
(8375) Kenzokohno est un astéroïde de la ceinture principale.

## Description
(8375) Kenzokohno est un astéroïde de la ceinture principale. Il fut découvert le 12 janvier 1992 à Geisei par Tsutomu Seki. Il présente une orbite caractérisée par un demi-grand axe de 3,14 UA, une excentricité de 0,15 et une inclinaison de 0,8° par rapport à l'écliptique.

## Compléments